# Nadine Heredia

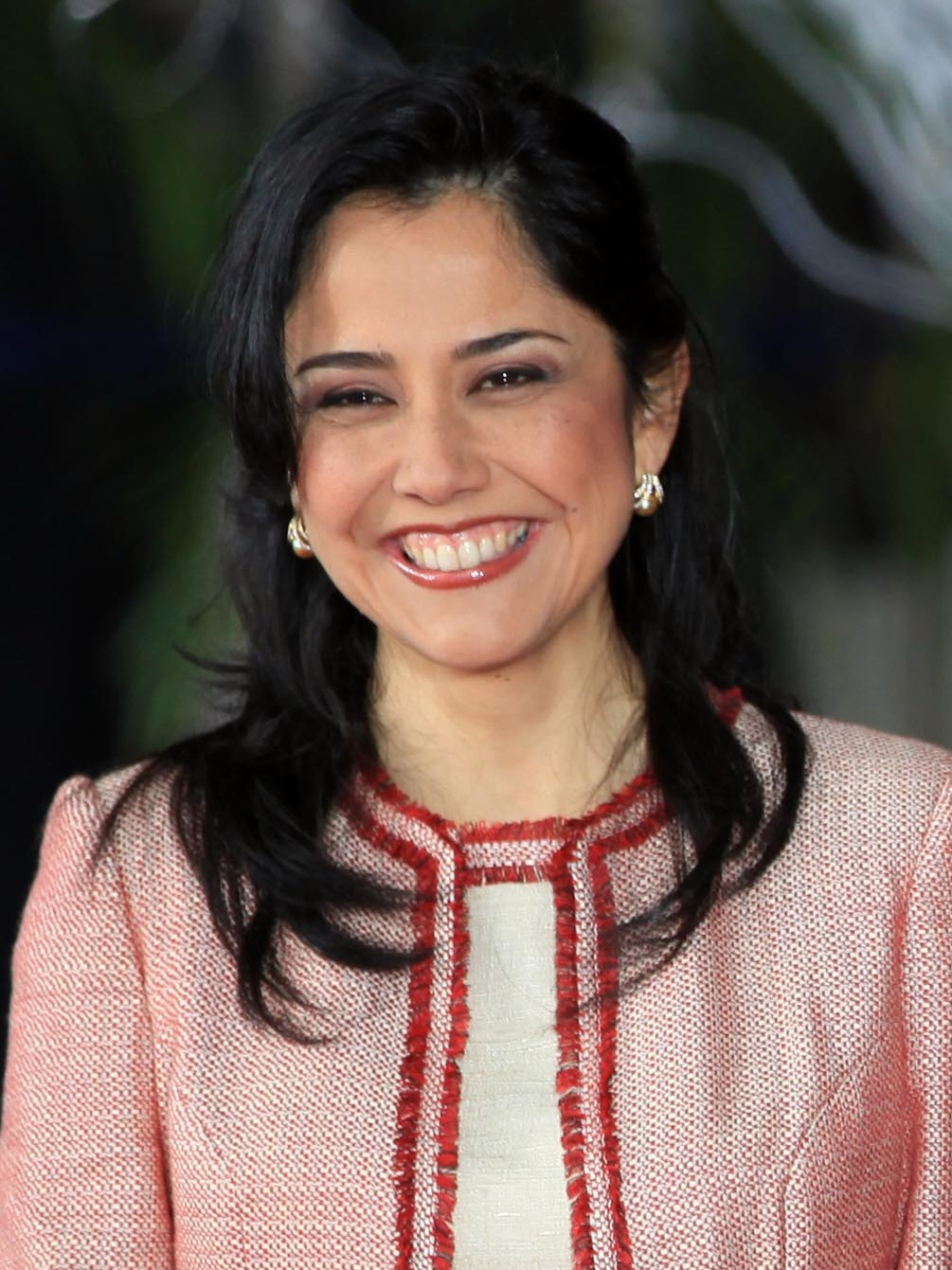
Nadine Heredia, 2012

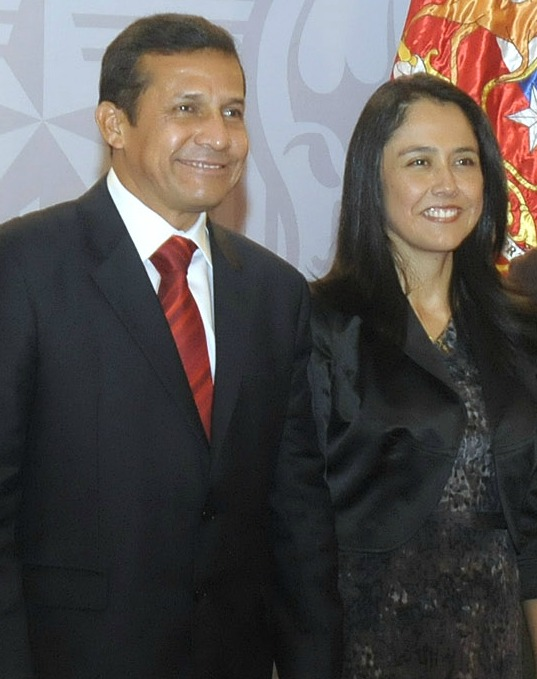
Nadine Heredia und Ollanta Humala, 2011

Nadine Heredia Alarcón (* 25. Mai 1976 in Lima) ist eine peruanische Kommunikationswissenschaftlerin, Soziologin und Politikerin, die gemeinsam mit ihrem Ehemann und späteren Präsidenten Ollanta Humala die Peruanische Nationalistische Partei (PNP) gründete. Sie galt in ihrer Zeit als Präsidentengattin als eine der einflussreichsten Frauen Perus. Bis heute steht sie an der Spitze der Partei PNP.

## Leben
Nadine Heredia Alarcón wurde in Lima geboren, doch stammten ihre Eltern – Ángel Heredia und die von Nadine auch Mamá Flor genannte Antonia Alarcón – aus der Region Ayacucho, genauer gesagt aus der Provinz Páucar del Sara Sara. In ihrer Kindheit wurde ihr die Verehrung der Inka anerzogen. So war sie nach eigener Aussage an Aktivitäten zur „Erweckung der indigenen Identität“ beteiligt.
Nadine Heredia ging an die Sekundarschule Colegio María de las Mercedes. Danach studierte sie an der privaten Universidad de Lima Kommunikationswissenschaften und machte schließlich ihren Magister in Soziologie an der Pontificia Universidad Católica del Perú. 1996 lernte Nadine Heredia den Offizier des peruanischen Heeres Ollanta Humala kennen, den sie 1999 heiratete und mit dem sie drei Kinder hat: Illariy, Nayra und Samín. Als ihr Mann Ollanta Humala Militärattaché in Paris war, doktorierte sie an der Universität Paris III in Politikwissenschaft.
2005 gründeten Heredia und Humala die linksnationalistische, etnocaceristische Partei Partido Nacionalista Peruano (PNP), die 2006 im Wahlbündnis Unión por el Perú und 2011 im Wahlbündnis Gana Perú zu den allgemeinen Wahlen antrat. In der zweiten Runde der Präsidentschaftswahlen 2011 siegte Ollanta Humala, und so wurde Nadine Heredia Präsidentengattin, was sie bis zum Ende der Wahlperiode 2016 war. Nadine Heredia wurde ein erheblicher Anteil daran nachgesagt, dass ihr Mann die Wahlen gewann. Eine Rolle soll sowohl ihr Geschick als Politikerin als auch ihr Bild in der Öffentlichkeit als erfolgreiche Mutter einer Familie gespielt haben.

### Strafprozess gegen Heredia und ihren Mann wegen Geldwäsche
Zusammen mit ihrem Ehemann Ollanta Humala wurden Nadie Heredia im Zusammenhang mit dem Korruptionsskandal um den brasilianischen Baukonzern Odebrecht Geldwäsche und Verschwörung vorgeworfen. Am 14. Juli 2017 gingen Heredia und Humala in Untersuchungshaft, nachdem ein Gericht für beide diese Anfang Juli für bis zu 18 Monate angeordnet hatte. Der genannte Grund hierfür war eine angenommene Fluchtgefahr. Nachdem beide neun dieser 18 Monate Untersuchungshaft abgesessen hatten, ordnete die Staatsanwaltschaft am 27. April 2018 die Freilassung für die Dauer des Prozesses an. Die Bewegungsfreiheit von Heredia und Humala ist bis zur Gerichtsverhandlung eingeschränkt. Am 7. Mai 2019 forderte Staatsanwalt German Juarez 20 Jahre Haft für Heredia und Humala wegen Verwicklung in den Odebrecht-Skandal. Am 17. Februar 2021 gab der Richter Richard Concepción Carhuancho bekannt, dass gemäß der peruanischen Strafprozessordnung nach anderthalb Jahren die Überprüfung der Anklageschrift der Staatsanwaltschaft abgeschlossen war, in der für Heredia 27 Jahre und für Humala 20 Jahre Haft wegen Geldwäsche gefordert wurden. Sie wurde im April 2024 zu einer Strafe von 15 Jahren verurteilt, aber flüchtete vor Antritt der Strafe nach Brasilien.